# Lethe aisa
Lethe aisa är en fjärilsart som beskrevs av Hans Fruhstorfer 1911. Lethe aisa ingår i släktet Lethe och familjen praktfjärilar. Inga underarter finns listade i Catalogue of Life.